# Barteria
Barteria es un género de plantas con flores perteneciente a la familia de las Passifloraceae. Comprende 8 especies descritas y de estas, solo 4 aceptadas.

## Taxonomía
El género fue descrito por Joseph Dalton Hooker y publicado en Journal of the Linnean Society, Botany 5: 14, t. 2. 1860. La especie tipo es: Barteria nigritana Hook.f.

## Especies aceptadas
A continuación se brinda un listado de las especies del género Barteria aceptadas hasta julio de 2014, ordenadas alfabéticamente. Para cada una se indica el nombre binomial seguido del autor, abreviado según las convenciones y usos.
- Barteria dewevrei De Wild. & T.Durand
- Barteria fistulosa Mast.
- Barteria nigritana Hook.f.
- Barteria solida Breteler